# Nucleair isomeer
Een nucleair isomeer is een metastabiele toestand van een atoomkern, die een gevolg is van de aangeslagen toestand van één of meer protonen of neutronen. Metastabiel impliceert dat de halveringstijd 100 tot 1000 keer zo lang is als de halveringstijd van een normaal aangeslagen atoom. Deze laatsten vervallen binnen een tijdsbestek van 10−12 seconden. Metastabiel duidt normaal gesproken op een vervaltijd van 10−9 seconden of langer. Enkele bronnen adviseren de grens van 5 × 10−9 seconden om het onderscheid te maken met de uitgezonden gammastraling van een aangeslagen atoom.
De eerste gevallen van nucleaire isomerie en het verval daarvan, protactinium-234m (234mPa) en protactinium-234 (234Pa), werden ontdekt door Otto Hahn in 1921.
Een uitzonderlijk geval is tantaal-180m1, een nucleair isomeer van tantaal-180, dat als enige stabiel beschouwd wordt.